# Women’s Army Corps

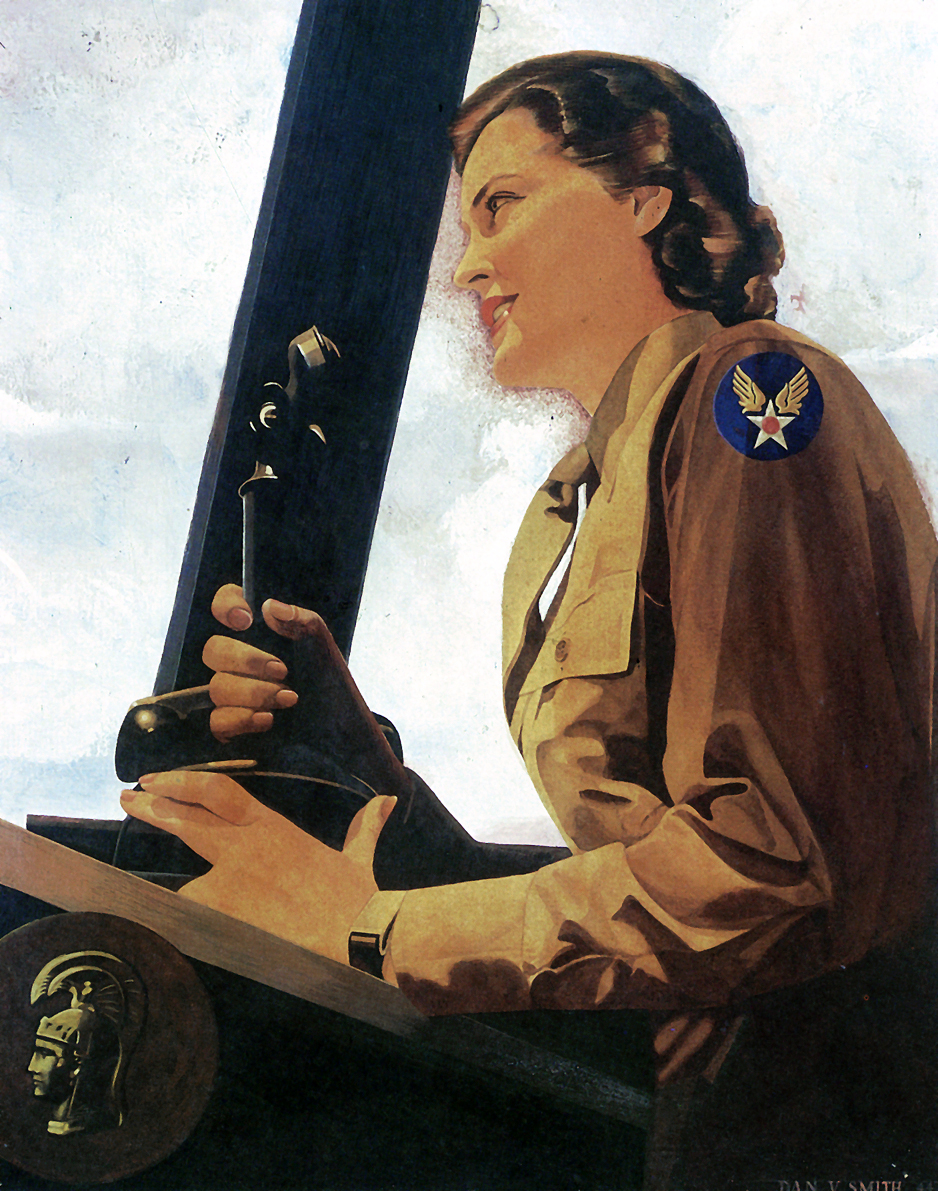
Kontrolerka lotów z WAC na obrazie Dana V. Smitha, 1943

Women’s Army Corps, w skrócie WAC – kobieca formacja Armii Stanów Zjednoczonych. Została utworzona jako jednostka pomocnicza, początkowo pod nazwą Women’s Army Auxiliary Corps (WAAC) 15 maja 1942 roku na mocy  Public Law 554 i podniesiona do statusu służby czynnej w Armii Stanów Zjednoczonych jako WAC 1 lipca 1943 roku. Jej pierwszym dowódcą była pułkownik Oveta Culp Hobby. WAC został rozwiązany w 1978 roku, a cały personel włączony do jednostek męskich.
Struktura organizacyjna WAAC składała się z licznych agencji wojskowych, których koordynacją zajmował się podpułkownik Gillman C. Mudgett, pierwszy planista wstępny WAAC; jednak prawie wszystkie wstępne plany zostały odrzucone lub gruntownie zmodyfikowane przed ich wykonaniem, ponieważ początkowo spodziewano się, że formacja będzie liczyć zaledwie 11 000 żołnierek. Kiedy prezydent Franklin Delano Roosevelt podpisywał Public Law 554, postawił sobie za cel zrekrutowanie 25 000 kobiet już w pierwszym roku funkcjonowania jednostki. Założenie to zostało nieoczekiwanie przekroczone, więc Sekretarz wojny Henry Stimson zdecydował się zwiększyć limit, zezwalając na przyjęcie do wojska 150 000 ochotniczek.
Nie licząc pielęgniarek, były to pierwsze kobiety służące w wojsku amerykańskim. Chociaż konserwatywne kierownictwo armii i opinia publiczna były początkowo przeciwne służbie kobiet w mundurach, niedobór mężczyzn w wieku poborowym wymusił nowy kurs polityczny. WACS, jak potocznie nazywano żołnierki tej formacji, otrzymały do wykonania wiele prac technicznych i specjalistycznych, a także funkcje administracyjne i biurowe, które kobiety mogły wykonywać równie skutecznie, jak mężczyźni. Największą liczbę członkiń WAC zatrudniał Korpus Medyczny, ale kobiety służyły też w innych służbach technicznych, takich jak Korpus Transportowy, Korpus Łączności, Departament Uzbrojenia i Korpus Kwatermistrzów.
Większość kobiet służyła na terytorium USA, ale niektóre zostały wysłane z wojskiem amerykańskim do różnych miejsc na całym świecie, w tym do Europy, Afryki Północnej i na Nową Gwineę. Na przykład niektóre żołnierki WAC postawiły stopę na plaży w Normandii kilka tygodni po pierwszym desancie. W sumie podczas II wojny światowej w WAC służyło około 150 000 kobiet. 